# Доннелли, Джон
Джон (Джек) Хенри Доннелли (англ. John "Jack" Henry Donnelly; 19 марта 1905, Торонто — 19 августа 1986, Торонто) — канадский гребной рулевой, выступавший за сборную Канады по академической гребле в конце 1920-х годов. Бронзовый призёр летних Олимпийских игр в Амстердаме, победитель многих региональных соревнований в составе торонтского гребного клуба «Аргонавт».

## Биография
Джон Доннелли родился 19 марта 1905 года в городе Торонто провинции Онтарио, Канада.
Занимался академической греблей в торонтском клубе «Аргонавт», в составе которого неоднократно становился победителем и призёром различных соревнований регионального значения.
Наивысшего успеха как спортсмен добился в сезоне 1928 года, когда в качестве рулевого вошёл в основной состав канадской национальной сборной и благодаря череде удачных выступлений удостоился права защищать честь страны на летних Олимпийских играх в Амстердаме. В программе распашных рулевых восьмёрок вместе с гребцами Фредериком Хеджесом, Фрэнком Фиддесом, Джоном Хэндом, Хербертом Ричардсоном, Джеком Мёрдоком, Атолом Мичем, Эдгаром Норрисом и Уильямом Россом благополучно преодолел своих соперников, Данию и Польшу, в предварительных первом и третьем раундах соответственно, тогда как второй раунд их команда прошла без соперника. На стадии полуфиналов канадцы встретились с экипажем из Соединённых Штатов, составленным из студентов Калифорнийского университета в Беркли, и в напряжённой борьбе уступили ему всего 1,8 секунды. Впоследствии американцы и стали победителями этого олимпийского турнира, выиграв в финале у сборной Великобритании, взяли верх над представителями Темзенского гребного клуба, победителями последней Королевской регаты Хенли. Джон Доннелли, таким образом, вместе со своей командой стал обладателем бронзовой олимпийской медали.
После амстердамской Олимпиады Доннелли больше не показывал сколько-нибудь значимых результатов в академической гребле на международном уровне.
Умер 19 августа 1986 года в Торонто в возрасте 81 года.